# Achnatherum inebrians
Espèce
Achnatherum inebrians (syn. : Stipa inebrians) est une espèce de plantes monocotylédones de la famille des Poaceae, sous-famille des Pooideae, originaire de Chine.
Ce sont des plantes herbacées vivaces, cespiteuses, pouvant atteindre 30 à 60 cm de haut.
Les inflorescences sont des panicules contractées linéaires, de 12 à 18 cm de long, regroupant des épillets fertiles uniflores.
Ces plantes, appelées drunken horse grass (herbe du cheval ivre) en anglais, 醉馬草 en chinois, sont toxiques pour le bétail, en particulier pour les chevaux. Cette toxicité est causée par des alcaloïdes neurotropiques produits par des champignons symbiotiques (endophytes), transmis par les graines. Deux taxons de ces champignons ascomycètes, de la famille des Clavicipitaceae, ont été identifiés : Epichloë gansuensis (C.J. Li & Nan) Schardl  et Epichloë gansuensis var. inebrians (C.D. Moon & Schardl) Schardl.
On a démontré que le premier produit de la paxilline (alcaloïde indole-diterpène) et le second des amides de l'acide lysergique (alcaloïdes de l'ergot). 